# Cristian Dájome
Cristian Andrés Dájome Arboleda (Bogotà, 3 gennaio 1994) è un calciatore colombiano, attaccante del Santos Laguna.

## Carriera
Cresciuto nelle giovanili del Bogotá, viene aggregato alla prima squadra nel gennaio del 2013.
Dopo aver giocato a lungo nella massima serie colombiana e con una breve parentesi nella massima serie ecuadoriana, il 17 gennaio 2020 viene acquistato dai Vancouver Whitecaps.

## Statistiche

### Presenze e reti nei club
Statistiche aggiornate al 5 settembre 2021.
| Stagione                   | Squadra                    | Campionato                 | Campionato | Campionato | Coppe nazionali | Coppe nazionali | Coppe nazionali | Coppe continentali | Coppe continentali | Coppe continentali | Altre coppe | Altre coppe | Altre coppe | Totale | Totale |
| Stagione                   | Squadra                    | Comp                       | Pres       | Reti       | Comp            | Pres            | Reti            | Comp               | Pres               | Reti               | Comp        | Pres        | Reti        | Pres   | Reti   |
| -------------------------- | -------------------------- | -------------------------- | ---------- | ---------- | --------------- | --------------- | --------------- | ------------------ | ------------------ | ------------------ | ----------- | ----------- | ----------- | ------ | ------ |
| 2013                       | Bogotá                     | B                          | 19         | 1          | CC              | 5               | 1               |                    | -                  | -                  |             | -           | -           | 24     | 2      |
| 2014                       | Bogotá                     | B                          | 32         | 11         | CC              | 9               | 1               |                    | -                  | -                  |             | -           | -           | 41     | 12     |
| 2015                       | Bogotá                     | B                          | 14         | 3          | CC              | 5               | 3               |                    | -                  | -                  |             | -           | -           | 19     | 6      |
| Totale Bogotá              | Totale Bogotá              | Totale Bogotá              | 65         | 15         |                 | 19              | 5               |                    | -                  | -                  |             | -           | -           | 84     | 20     |
| 2015                       | Cúcuta Deportivo           | A                          | 17         | 4          |                 | -               | -               |                    | -                  | -                  |             | -           | -           | 17     | 4      |
| 2016                       | Deportes Tolima            | A                          | 16         | 2          | CC              | 4               | 1               |                    | -                  | -                  |             | -           | -           | 20     | 3      |
| 2016                       | Atlético Nacional          | A                          | 17         | 3          | CC              | 4               | 0               | CL+CS              | 0+1                | 0                  | Cmc         | 1           | 0           | 23     | 3      |
| 2017                       | Atlético Nacional          | A                          | 11         | 2          |                 | -               | -               | CL+RS              | 1+1                | 0                  |             | -           | -           | 13     | 2      |
| Totale Atlético Nacional   | Totale Atlético Nacional   | Totale Atlético Nacional   | 28         | 5          |                 | 4               | 0               |                    | 4                  | 0                  |             | -           | -           | 36     | 5      |
| 2017                       | Deportivo Pasto            | A                          | 14         | 2          | CC              | 1               | 0               |                    | -                  | -                  |             | -           | -           | 15     | 2      |
| 2018                       | América de Cali            | A                          | 33         | 4          | CC              | 0               | 0               | CS                 | 2                  | 0                  |             | -           | -           | 35     | 4      |
| 2019                       | Independiente del Valle    | A                          | 27         | 5          |                 | -               | -               | CS                 | 11                 | 4                  |             | -           | -           | 38     | 9      |
| 2020                       | Vancouver Whitecaps        | MLS                        | 24         | 3          |                 | -               | -               |                    | -                  | -                  |             | -           | -           | 24     | 3      |
| 2021                       | Vancouver Whitecaps        | MLS                        | 21         | 8          | CC              | 1               | 1               |                    | -                  | -                  |             | -           | -           | 22     | 9      |
| Totale Vancouver Whitecaps | Totale Vancouver Whitecaps | Totale Vancouver Whitecaps | 45         | 11         |                 | 1               | 1               |                    | -                  | -                  |             | -           | -           | 46     | 12     |
| Totale carriera            | Totale carriera            | Totale carriera            | 245        | 48         |                 | 29              | 1               |                    | 17                 | 4                  |             | -           | -           | 291    | 53     |

## Palmarès

### Club

#### Competizioni internazionali
- Coppa Libertadores: 1

Atlético Nacional: 2016
- Recopa Sudamericana: 1

Atlético Nacional: 2017
- Coppa Sudamericana: 1

Independiente del Valle: 2019

#### Competizioni nazionali
- Copa Colombia: 1

Atlético Nacional: 2016
- Canadian Championship: 1

Vancouver Whitecaps: 2022